# Protestantse Kerk (Bergisch Neukirchen)
De Protestantse Kerk (Duits: Evangelische Kirche) is een beeldbepalend gebouw van Bergisch Neukirchen, sinds 1 januari 1975 een stadsdeel van Leverkusen.

## Geschiedenis
Het oudste deel van het gebouw is het romaanse onderste deel van de kerktoren, dat uit de 12e eeuw stamt. De kerk had als patroonheilige Sint-Joris en het patronaat behoorde tot het Keulse stift Sint-Gereon. Omstreeks 1580 werd er de lutherse leer ingevoerd.
Het huidige kerkschip werd in de jaren 1781-1783 naar een ontwerp van de uit Düsseldorf afkomstige architect Johann Joseph Erb gebouwd. De plechtige inwijding vond plaats op 19 december 1784. De bekroning van de toren dateert uit 1911 en is een ontwerp van de architect Peter Klotzbach.
Achter de kerk bevindt zich een monument uit 1911 voor de gevallenen in de oorlogen van 1866 en 1870-1871.

## Interieur
De barokke inrichting dateert uit de bouwperiode van het kerkschip. Het interieur heeft een driezijdige houten galerij, die in het oosten wordt onderbroken door een monumentale bouw bestaande uit een altaar, een kansel en een orgel.  